# Arrondissement Villefranche-de-Lauragais
Villefranche-de-Lauragais is een voormalig arrondissement in het departement Haute-Garonne in de Franse regio Occitanie. Het arrondissement werd op 17 februari 1800 gevormd en op 10 september 1926 opgeheven. De zes kantons werden bij de opheffing toegevoegd aan het arrondissement Toulouse.

## Kantons
Het arrondissement was samengesteld uit de volgende kantons:
- kanton Caraman
- kanton Lanta
- kanton Montgiscard
- kanton Nailloux
- kanton Revel
- kanton Villefranche-de-Lauragais